# توني آدامز (منتج أفلام)
توني آدامز (بالإنجليزية: Tony Adams) هو منتج أفلام أمريكي، ولد في 15 فبراير 1953 في Derrinturn ‏ في جمهورية أيرلندا، وتوفي في 22 أكتوبر 2005 في مانهاتن في الولايات المتحدة بسبب سكتة.

## وصلات خارجية
- توني آدامز على موقع IMDb (الإنجليزية)
- توني آدامز على موقع قاعدة بيانات برودواي على الإنترنت (الإنجليزية)
- توني آدامز على موقع قاعدة بيانات الفيلم (الإنجليزية)